# Sara Gazarek
Sara Gazarek (Seattle, 26 febbraio 1982) è una cantante e cantautrice statunitense.
Nel 2010 pubblica Where Time Stands Still con Triosence sotto l'etichetta Sony Music. I suoi album Yours, Return to Yours, Blossom & Be e Dream in the Blue sono entrati nella classifica statunitense degli album jazz.

## Discografia
Album in studio
- 2005 - Yours
- 2007 - Return to Yours
- 2010 - Where Time Stands Still (con Triosence)
- 2012 - Blossom & Bee
- 2016 - Dream in the Blue (con Josh Nelson)
- 2019 - Thirsty Ghost